# Épisodes de Search
Cet article présente les vingt-quatre épisodes de la série télévisée américaine Search.

## Distribution

### Acteurs principaux
- Hugh O'Brian : Hugh Lockwood (épisodes 1, 2, 5, 8, 10, 11, 12, 17 et 23)
- Doug McClure : C.R. Grover (épisodes 4, 9, 14, 16, 19, 21 et 24)
- Anthony Franciosa : Nick Bianco (épisodes 3, 6, 7, 13, 15, 18, 20 et 22)
- Burgess Meredith : V.C.R. Cameron

## Épisodes

### Épisode 1:La Sonde
- États-Unis : 11 février 1972 sur NBC

- Elke Sommer (Heideline Ullman)
- Lilia Skala (Frieda Ullman)
- Sir John Gielgud (Harold L. Streeter)
- Kent Smith (Docteur Edward Laurent)
- Alfred Ryder (Cheyne)
- Ben Wright (Kurt Van Niestat)

### Épisode 2:La Disparition
- États-Unis : 13 septembre 1972 sur NBC

- Capucine (Silvana Tristano)
- Maurice Evans (Roger White)
- David White (Miles Llewellyn)
- Ted Hartley (Lee Cardiff)
- Ginny Golden (Mademoiselle Keach)
- Vernon Weddle (McEgan)

### Épisode 3:Une de nos sondes a disparu
- États-Unis : 20 septembre 1972 sur NBC

- Stefanie Powers (Jill Davenport)
- Allen Garfield (Marty Zackarian)
- Larry Linville (Hugh Emery)
- Milton Selzer (Lucas D. Kaplos)
- Ford Rainey (Docteur Barnett)
- Jacquelyn Hyde (Lena M. Kaplos)

### Épisode 4:Court-circuit
- États-Unis : 27 septembre 1972 sur NBC

- Mary Ann Mobley (Lilia Moen)
- Jeff Corey (Docteur Carl Moen)
- Nate Esformes (Landis)
- Ginny Golden (Mademoiselle Keach)
- Tony de Costa (Ramos)
- Amy Farrell (Docteur Amy Murdock)

### Épisode 5:Roche lunaire
- États-Unis : 4 octobre 1972 sur NBC

- Jo Ann Pflug (Docteur Laura Trapnell)
- Ann Prentis (Ann Mulligan)
- Ford Rainey (Docteur Barnett)
- George Pan (Abbas Mirzah)
- Leo G. Morrell (Colonel Mirzah)
- Alizia Gur (Deva Siri)

### Épisode 6:Histoires d'histoires
- États-Unis : 11 octobre 1972 sur NBC

- Louise Sorel (Magda Reiner)
- Torin Thatcher (Stonestreet)
- Leslie Charleson (Nancy Kubica)
- Martin Koslek (Josip Dijilas)
- Tony Matranga (Peter Kubica)
- Norman Stuart (Docteur Rickman)
- Penny Santon (la concierge)

### Épisode 7:Opération Marchand de glace
- États-Unis : 26 octobre 1972 sur NBC

- Edward Mulhare (David Pelham)
- James Gregory (Ambassadeur Gordon Essex)
- Mary Frann (Stephanie Burnside)
- Edward Bell (Andre Gerard)
- Poupée Bocar (Kalia Soulvan)
- Harve Selsby (Epstein)

### Épisode 8:La Balle
- États-Unis : 1er novembre 1972 sur NBC

- Ina Balin (Alexia Trepov)
- Malachi Throne (Colonel Demetri Nobokov)
- Alan Bergmann (Rolf Wentzel)
- Peter Von Zerneck (Hans Bremer)
- Robert Boon (Docteur Peter Balzak)
- Byron Mabe (Charles Eagan)

### Épisode 9:À la recherche de Midas
- États-Unis : 8 novembre 1972 sur NBC

- Barbara Feldon (Kate Dawes)
- George Gaynes (Major Giles Mathews)
- David Brian (J.R. Devlin)
- Logan Ramsey (Kenyon Wade)
- Richard LePore (Richard Striker)
- Wallace Chadwell (James Barton)

### Épisode 10:Le Dossier Adonis
- États-Unis : 15 novembre 1972 sur NBC

- Bill Bixby (Mark Elliott)
- Deanna Lund (Linda Harte)
- G.D. Spradlin (Stephen Ackerman)
- Victoria George (Anne Delaware)
- Brenda Benet (Carol Lesco)
- Philip Bourneuf (Monsieur Kinser)

### Épisode 11:Vol vers nulle part
- États-Unis : 22 novembre 1972 sur NBC

- Linda Cristal (Antonia Bravo)
- JoAnna Cameron (Laura Day)
- Don Dubbins (Neal Corbett)
- Warren Vanders (Anderson)
- William Paterson (Harry Corbett)
- Joseph Alfasa (Don Alfrede)

### Épisode 12:La Machine en or
- États-Unis : 20 décembre 1972 sur NBC

- Mark Lenard (Karl August Speer)
- Kurt Kasznar (Reuben Harant)
- Angel Thompkins (Gloria Harding)
- Marian McCargo (Mai Tsu Kuo)
- Hurd Hatfield (Chen Kuo)
- Bill Fletcher (Général Chu)

### Épisode 13:La Proie
- États-Unis : 3 janvier 1973 sur NBC

- Diana Hyland (Anjeannette Marie Shanahan)
- Albert Paulsen (Henri Danzig)
- Mike de Anda (Fuentes)
- Walter Friedel (Richter)
- Roberto Antonio Rodriguez (Rodrigo)
- Charles Picerni (Joe Kittering)

### Épisode 14:Une lune de miel à tomber
- États-Unis : 10 janvier 1973 sur NBC

- Luciana Paluzzi (Carla Lucchese Whitfield)
- Antoinette Bower (Comtesse Penny Lucchese)
- Gary Clarke (Julian Whitfield)
- Rudy Solari (Luigi Lucchese)
- George Coulouris (Comte Carmine Lucchese)
- Peter Bromilow (Stuart Upson)

### Épisode 15:Un coup à 24 carats
- États-Unis : 24 janvier 1973 sur NBC

- Dane Clark (Ed Bain)
- Annette O'Toole (Terry Bain)
- William Smith (Roman)
- Wally Cox (Frère Sam)
- Michael Conrad (Sam Donner)
- Nehemiah Persoff (Emmett Brugman)

### Épisode 16:Les Nombres de la mort
- États-Unis : 31 janvier 1973 sur NBC

- Peter Mark Richman (Samuel Boyce)
- Ramon Bieri (Inspecteur Baertschi )
- Bert Convy (Roger Allan)
- Joanna Miles (Olivia Allan)
- Whit Bissell (St. Clair)
- Lauri Peters (Trudi Hauser)

### Épisode 17:Compte à rebours
- États-Unis : 7 février 1973 sur NBC

- Ed Nelson (Commandant William Parker)
- Anne Francis (Beth Parker)
- Robert Webber (Matthew Linden)
- Howard Duff (Docteur Jamison)
- Keith Andes (Docteur Barnett)
- Jack Ging (Charles Hall)

### Épisode 18:L'Archive Clayton Lewis
- États-Unis : 14 février 1973 sur NBC

- Craig Stevens (Clayton Lewis)
- Don Gordon (Alex Nevin)
- Julie Adams (Jeanette Lewis)
- Rhonda Fleming (Arlene Morrison)
- Ahna Capri (Pam Perry)
- Anthony James (Alfred Barnworth)

### Épisode 19:La Déesse de la destruction
- États-Unis : 21 février 1973 sur NBC

- Anjanette Comer (Anne Raman)
- Alfred Ryder (Docteur Sutra)
- John Vernon (Paul Holloway)
- Garry Walberg (Lieutenant Bradley)
- Reggie Nalder (Lal Panjim)
- Ken Renard (Krishna Raman)

### Épisode 20:Les Papiers Mattson
- États-Unis : 28 février 1973 sur NBC

- Cameron Mitchell (Walter F. Garrett)
- Tim O'Connor (Paul Kleinschmid)
- Terry Carter (Hawley Mattson)
- Nancy Wilson (Sugar Francis)
- John Kerr (Sénateur Gordon)
- Don Pedro Colley (Earl Forbus)

### Épisode 21:Coup de folie
- États-Unis : 14 mars 1973 sur NBC

- Patrick O'Neal (Ralph Byron)
- Brooke Bundy (Virginia Carr)
- Keith Andes (Docteur Barnett)
- James B. Sikking (Callas)
- Soon-Tek Oh (L'interrogateur)
- Lenore Kasdorf (Addie)

### Épisode 22:La Fin du voyage
- États-Unis : 21 mars 1973 sur NBC

- Sebastian Cabot (Theodore Tobler)
- Diana Muldaur (Sheila)
- Jay Robinson (Claude Johansen)
- Simon Scott (Timothy Slater)
- William H. Bassett (Donald)
- Judy Lewis (Ellen)

### Épisode 23:Mon enfant souffre
- États-Unis : 28 mars 1973 sur NBC

- Mel Ferrer (John Rickman)
- Dabney Coleman (Elliott Desmond)
- Dianne Hull (Tracy Rickman)
- Byron Morrow (Martin Honer)
- Paul Mantee (Sam Field)
- Bob Minor (Ken Castle)

### Épisode 24:Les Emballeurs
- États-Unis : 11 avril 1973 sur NBC

- Brioni Farrell (Zuhra Sinjar)
- Michael Pataki (Pierre Karim)
- Titos Vandis (Président Alejandro Sinjar)
- John Holland (Général Lionel B. Harbison)
- John Orchard (Craig)
- James Almanzar (Marouk)